# Phyllonorycter cinctata
Phyllonorycter cinctata là một loài bướm đêm thuộc họ Gracillariidae. Nó được tìm thấy ở Nepal.
Sải cánh dài 7–8 mm.
Ấu trùng ăn Viburnum erubescens. Chúng ăn lá nơi chúng làm tổ. 